# Takao Yoshioka
Pour les articles homonymes, voir Yoshioka (homonymie).
Takawo Yoshioka (吉岡 たかを) est un écrivain, journaliste, et scénariste japonais, né en 1962. Il a notamment travaillé sur les animes de Shin Chan, Ikki Tousen, Major, Elfen lied DearS et 2.5 Dimensional Seduction.

## Biographie
Takao Yoshioka est né en 1962 à Sakai, dans la préfecture d'Ibaraki, au Japon.
Il est lié d'amitié avec le réalisateur Mamoru Kanbe (Elfen lied, Sakura Cardcaptor...) et le scénariste Katsumi Hasegawa (Bakugan Battle Brawlers, Beyblade, Slayers, ...) depuis l'université.

## Filmographie

### Anime
- 2000 
  - Sakura Wars TV
  - Tri-zenon
- 2001
  - Rave (manga)
- 2002
  - Happy Lesson (structure du scénario)
- 2003
  - Dear Boys
  - Happy Lesson (Advance) (structure du scénario)
  - Ikki Tousen (scénario et structure)
  - Machine Robo Rescue
  - Mirmo!
  - Raimuiro Senkitan
- 2004
  - Daphné dans le bleu brillant
  - DearS (scénario et structure)
  - Elfen lied (scénario et structure)
  - Major (saison 1)
  - Mezzo DSA (structure du scénario)
- 2005
  - Major (saison 2)
- 2006
  - Shin Chan
  - Kotencotenco
  - Yoshinaga-san Chi no Gargoyle (scénario et structure)
  - Zero no tsukaima (scénario et structure)
- 2007
  - Ikki Tousen (Dragon Destiny)
  - Major (saison 3)
  - Sky Girls (structure du scénario)
- 2008
  - Major (saison 4)
  - Sekirei : scénariste
- 2009
  - Queen's Blade
  - Queen's Blade (les héritiers du trône) (structure du scénario)
  - Letter Bee
  - Major (saison 5)
- 2010
  - Demon King Daimao (structure du scénario)
  - Letter Bee (saison 2)
  - Major (saison 6)
  - Sekirei (pure engagement) (scénario et structure)
- 2011
  - Freezing (manga)
  - Working!! (structure du scénario)

### OAV
- 2003
  - Daiakuji
- 2006
  - Demon Prince Enma
  - Sky Girls
- 2010
  - Queen's Blade